# Stolzenau
Stolzenau er en kommune med knap 7.452 indbyggere (2012) beliggende syd for Nienburg i den sydlige centrale del af Landkreis Nienburg/Weser i den tyske delstat Niedersachsen.

## Geografi
Stolzenau er administrationsby i samtgemeinde Mittelweser og ligger på vestsiden af floden Weser, i et marsk- og gestlandskab.

### Nabokommuner
Kommunen grænser mod nord til Steyerberg, mod øst til kommunerne Landesbergen og Leese (begge i Samtgemeinde Mittelweser). Mod sydøst grænser kommunen til delstaten Nordrhein-Westfalen (Landkreis Minden-Lübbecke og Petershagen); mod sydvest og vest grænser den til Samtgemeinde Uchte.

### Inddeling
I kommunen Stolzenau ligger landsbyerne
- Stolzenau (Zentrum)
- Schinna
- Frestorf
- Hibben
- Müsleringen
- Nendorf
- Holzhausen
- Anemolter
- Diethe

Endvidere ligger bebyggelserne Alterkamp, Böthel, Sögeberg og Kohlenweyhe i kommunen.